# ナクシャトラ

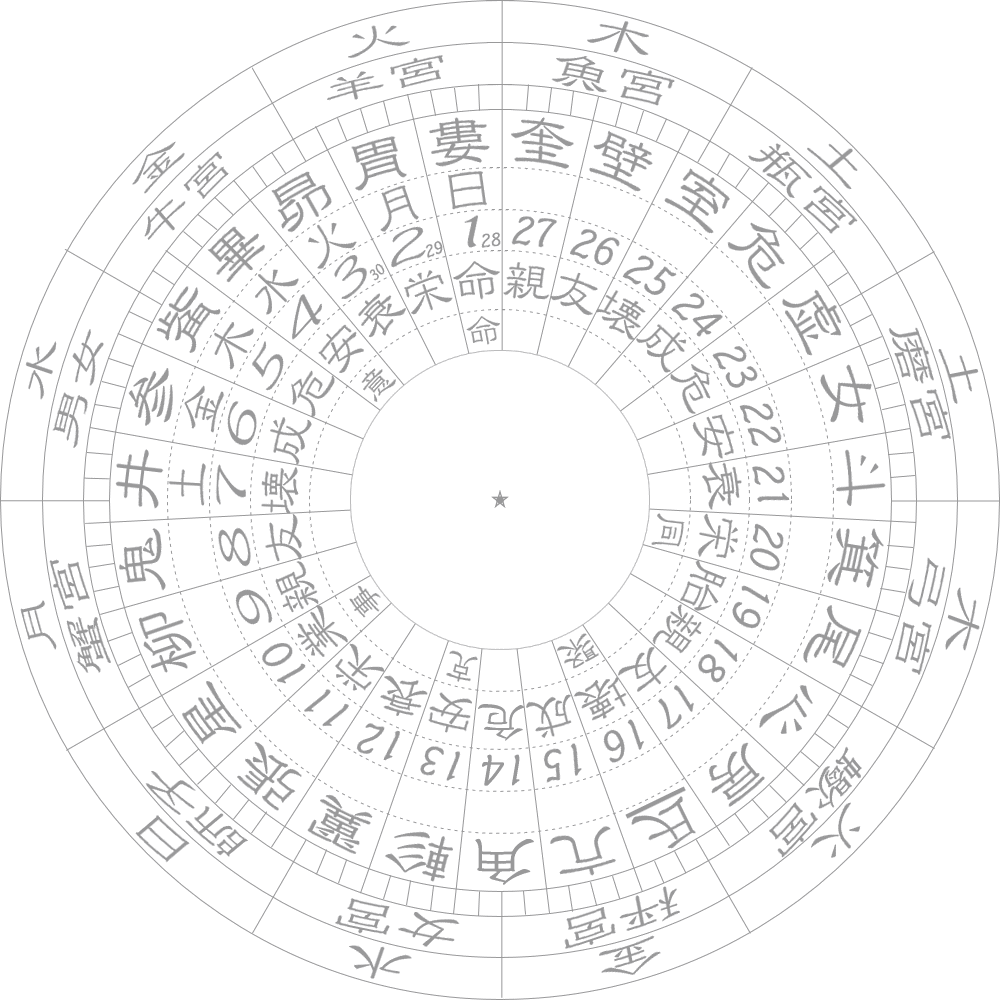
宿曜道

ナクシャトラ（nakshatra, サンスクリット語: नक्षत्र, nakṣatra）とは、インド占星術ならびに天文学で使われる27もしくは28の星宿である。インド神話においてはダクシャの娘とされ、月神ソーマの妃とされる。

## 二十八宿との関係
類似のものとして中国の二十八宿がある。ナクシャトラは具体的にどの恒星をさしているのかは流派によって多少の違いがあり、二十八宿も時代によって違いがある。相互の最古の例を比較すると一致している恒星は7つしかないため、同一起源だとは考えられていない。また中国の二十八宿は実際の恒星で区分されているため広さが不均等であるが、ナクシャトラは均等に分割されているので実際の恒星との関係は理念的なものになっている。
のちにインド占星術を漢訳した「宿曜経」ではインド占星術を宿曜道と呼び、ナクシャトラを漢字にする際に既存の二十八宿を当てたので、中国古来の二十八宿とは見た目が紛らわしいが本来は別のものである（この際「牛宿」を除いて二十七宿としている）。またインド占星術でも中国からの影響でアジビット（牛宿）が設定されたが通常のナクシャトラとは別扱いになっている。

## 定義
天球上の月の通り道に当たる白道を、インド占星術上の基点から等分に27分割したもの。すなわち一宿あたり13度20分に細分化されたエリア。
- バビロニア占星術に由来する十二宮と絶対的な対応関係がある。
- 月の位置を表す場合には

（太陽系内の）月の絶対的位置
- - 恒星と対比した位置
  - ティティのような、相対的関係とは異なる。

## 応用
- 出生占星術
  - 性格
  - 相性
- 択日（ムフルタ）
- ヴィムショッタリ・ダシャーの決定

出生占星術への応用は非常にベーシックな技法である。現在日本語で書かれたインド占星術本のほとんどが、ナクシャトラの内容のみに終始している。

## 技法

### ナクシャトラの確定
ナクシャトラは基本的には月に対して適用し、他の星は黄道十二宮を使ったホロスコープ（月も含める）で見ることになる。下表には、参考としてトロピカル方式（西洋占星術）の度数を載せているが、ナクシャトラは基本的にサイドリアル方式において使うものであり、トロピカル方式で使うことはない。
| 番号 | ナクシャトラ名             | トロピカル方式開始度数（黄経） | サイドリアル方式開始度数（黄経） | 守護神                 | 対応する中国星宿名(宿曜) |
| 1    | アシュヴィニー             | 白羊宮23度56分                 | 白羊宮0度0分                     | アシュヴィン双神       | 畢宿                     |
| 2    | バラニー                   | 金牛宮7度16分                  | 白羊宮13度20分                   | ヤマ                   | 觜宿                     |
| 3    | クリッティカー             | 金牛宮20度36分                 | 白羊宮26度40分                   | アグニ                 | 参宿                     |
| 4    | ローヒニー                 | 双児宮3度56分                  | 金牛宮10度0分                    | プラジャーパティ       | 井宿                     |
| 5    | ムリガシラー               | 双児宮17度16分                 | 金牛宮23度20分                   | ソーマ                 | 鬼宿                     |
| 6    | アールドラー               | 巨蟹宮0度36分                  | 双児宮6度40分                    | ルドラ                 | 柳宿                     |
| 7    | プナルヴァスー             | 巨蟹宮13度56分                 | 双児宮20度0分                    | アディティ             | 星宿                     |
| 8    | プシャー                   | 巨蟹宮27度16分                 | 巨蟹宮3度20分                    | ブリハスパティ         | 張宿                     |
| 9    | アシュレーシャ             | 獅子宮10度36分                 | 巨蟹宮16度40分                   | サルパ                 | 翼宿                     |
| 10   | マガー                     | 獅子宮23度56分                 | 獅子宮0度0分                     | ピトリ                 | 軫宿                     |
| 11   | プールヴァ・パールグニー   | 処女宮7度16分                  | 獅子宮13度20分                   | バガ                   | 角宿                     |
| 12   | ウッタラ・パールグニー     | 処女宮20度36分                 | 獅子宮26度40分                   | アリヤマン             | 亢宿                     |
| 13   | ハスタ                     | 天秤宮3度56分                  | 処女宮10度0分                    | サヴィトリ             | 氐宿                     |
| 14   | チトラー                   | 天秤宮17度16分                 | 処女宮23度20分                   | トヴァシュトリ         | 房宿                     |
| 15   | スヴァーティー             | 天蝎宮0度36分                  | 天秤宮6度40分                    | ヴァーユ               | 心宿                     |
| 16   | ヴィシャーカー             | 天蝎宮13度56分                 | 天秤宮20度0分                    | インドラ、アグニ       | 尾宿                     |
| 17   | アヌラーダー               | 天蝎宮27度16分                 | 天蝎宮3度20分                    | ミトラ                 | 箕宿                     |
| 18   | ジェーシュター             | 人馬宮10度36分                 | 天蝎宮16度40分                   | インドラ               | 斗宿                     |
| 19   | ムーラ                     | 人馬宮23度56分                 | 人馬宮0度0分                     | アヒルブドニャ         | 女宿                     |
| 20   | プールヴァ・シェーダー     | 磨羯宮7度16分                  | 人馬宮13度20分                   | アーパス               | 虚宿                     |
| 21   | ウッタラ・シェーダー       | 磨羯宮20度36分                 | 人馬宮26度40分                   | ヴィシュヴェーデーヴァ | 危宿                     |
| －   | アジビット                 |                                |                                  |                        | 牛宿                     |
| 22   | シュラヴァナ               | 宝瓶宮3度56分                  | 磨羯宮10度0分                    | ヴィシュヌ             | 室宿                     |
| 23   | ダニシュター               | 宝瓶宮17度16分                 | 磨羯宮23度20分                   | ヴァス                 | 壁宿                     |
| 24   | シャタビシャー             | 双魚宮0度36分                  | 宝瓶宮6度40分                    | ヴァルナ               | 奎宿                     |
| 25   | プールヴァ・バードラパダー | 双魚宮13度56分                 | 宝瓶宮20度0分                    | アジャ・エーカパーダ   | 婁宿                     |
| 26   | ウッタラ・バードラパダー   | 双魚宮27度16分                 | 双魚宮3度20分                    | アーディティヤ         | 胃宿                     |
| 27   | レヴァティー               | 白羊宮10度36分                 | 双魚宮16度40分                   | プーシャン             | 昴宿                     |

＊サイデリアル方式の度数はラヒリ・アヤナムシャを使用して算出
左列の「西洋（トロピカル）」に当てはめると、西洋占星術の獅子宮2度は、ナクシャトラではプシャーに当たることがわかる。
インド占星術の十二宮の境界と、ナクシャトラの境界が一致する箇所は3つある。占星術上、重大な意味がある。
アジビットは、二十八宿の牛宿に対応する。使用する場合は限られており、択日を行うときくらいである。なお、ウッタラ・シェーダーとシュラヴァナの間に挟みこまれるので、他の宿の境界は変動しない。
満月のときに
| 宿                                     | その月は         |
| 月がクリッティカーにあると             | クリッティカー月 |
| 月がムリガシラーにあると               | ムリガシラー月   |
| 月がプシャーにあると                   | プシャー月       |
| 月がマガーにあると                     | マガー月         |
| 月がウッタラ・パールグニーにあると     | パールグナ月     |
| 月がチトラーにあると                   | チャイトラ月     |
| 月がヴィシャーカーにあると             | ヴィシャーカー月 |
| 月がジェーシュターにあると             | ジェーシュター月 |
| 月がプールヴァ・シェーダーにあると     | アーシェーダー月 |
| 月がシュラヴァナにあると               | シュラヴァナ月   |
| 月がプールヴァ・バードラパダーにあると | バードラパダー月 |
| 月がアシュヴィニーにあると             | アシュヴィニー月 |